# Boris Christow (sportowiec)
Boris Christow (bułg. Борис Христов; ur. 6 lutego 1897, zm. ?) – bułgarski strzelec, olimpijczyk.
Startował na igrzyskach olimpijskich w 1936 (Berlin). Wystąpił tylko w strzelaniu z karabinu małokalibrowego leżąc z odległości 50 m, w którym zajął 58. miejsce ex aequo z Francisco António Realem (Portugalia).
Pierwszy strzelec z Bułgarii, który wziął udział w igrzyskach olimpijskich. Na igrzyskach w Berlinie był równocześnie najstarszym członkiem sportowej delegacji Bułgarii – miał wówczas 39 lat i 183 dni (nie licząc 60-letniego Nikołaja Michajłowa, który brał udział w Olimpijskim Konkursie Sztuki i Literatury).

## Wyniki olimpijskie
| Igrzyska | Konkurencja                            | Wynik      | Miejsce     | Źródło |
| -------- | -------------------------------------- | ---------- | ----------- | ------ |
| IO 1936  | Karabin małokalibrowy leżąc, 50 metrów | 283 punkty | 58T (na 66) | [ 3 ]  |